# Saddle Creek Records
Saddle Creek Records é uma gravadora estadunidense com sede em Omaha. Começou como um projeto escolar de empreendedorismo, o selo foi fundado por Mike Mogis e Justin Oberst em 1993, como Lumberjack Records). Mogis logo entregou seu cargo na empresa para Robb Nansel. O selo depois foi chamado de Saddle Creek Road, uma rua que atravessa o lado oeste do centro de Omaha, e começou a ter membros como Conor Oberst, até então um artista solo, e Tim Kasher. Ao mesmo tempo, foram conhecidos não-oficialmente como os "Creekers". Saddle Creek apareceu pela primeira vez na imprensa num folheto de propaganda, na qual dizia "Passe uma noite com Saddle Creek", o que mais tarde se tornou o título do DVD da gravadora. A distribuição é mantida pela Alternative Distribution Alliance, uma subsidiária da Warner Music Group.
Em 2001, O selo começou a receber suas primeiras bandas vindas fora de Omaha, lançando "Now It's Overhead" e "Sorry About Dresden". Outros artistas sucederam a tendência, incluindo os de Los Angeles Rilo Kiley, Eric Bachmann (liderando Archers of Loaf e Criiked Fingers), Georgie James de Washington, Two Gallants, de São Francisco, e recentemente Tokyo Police Club, de Toronto, Canadá.
Em 2005, Spend An Evening with Saddle Creek, um documentário detalhando os primeiros dez anos da história da gravadora, foi lançado. O DVD contém extensas entrevistas com as bandas de Saddle Creek, imagens de arquivos e raras apresentações ao vivo.
Em 8 de junho de 2007, a empresa abriu sua própria casa de shows chamada Slowdown, localizada no centro da cidade de Omaha, após o fim das atividades da banda Slowdown Virginia.

## Bandas
| - Art in Manila - Azure Ray - Beep Beep - Bright Eyes - Criteria - Cursive - Dag för Dag - The Good Life - Ladyfinger (ne) - Eric Bachmann - Land of Talk - Maria Taylor - Mayday - Miles Benjamin Anthony Robinson - The Mynabirds - Neva Dinova - Now It's Overhead - O+S - Old Canes - Orenda Fink - The Rural Alberta Advantage - Sebastien Grainger - Son, Ambulance - Sorry About Dresden - Tokyo Police Club - Two Gallants - UUVVWWZ | - Broken Spindles - Commander Venus - Desaparecidos - The Faint - Gabardine - Georgie James - Lullaby for the Working Class - Park Ave. - Polecat - Rilo Kiley - Slowdown Virginia - We'd Rather Be Flying |

### Entrevistas
- «Lazy-i: Agosto de 2001, com Robb Nansel» (em inglês)
- Lazy-i: Setembro de 2004, com Rilo Kiley (em inglês)
- «Lazy-i: Março de 2005, com Robb Nansel e Jason Kulbel» (em inglês)